# PostGIS
ПостГИС је слободан програм отвореног кода који даје подршку PostgreSQL-у за географске објекте. PostGIS прати спецификацију простих особина за SQL спецификацију Open Geospatial Consortium-а. Као такав, PostGIS укључује:

## Особине
- Геометријске спецификације за тачке, линијске везе, полигоне, мултитачке, мулти линијске везе, мултиполигоне и колекције геометрија.
- Просторна исказе за одређивање међудејстава геометрија коришћењем Егенхоферове матрице (обезбјеђено од GEOS програмске библиотеке).
- Просторне операторе за одређивање геопросторних величина као што су површина, удаљеност, дужина и опсег.
- Просторне операторе за одређење сета геопросторних операција као што су збир, разлика, симетрична разлика и појас and buffers (обезбјеђено од GEOS-а).
- Р-стабло преко GiST-а (Генерализовано стабло претраге) просторног индекса за увећање брзине просторне претраге.
- Подршка селективног индекса за повећање перформанси планова претраге за мјешане просторно-непросторне претраге.
- За растере, у развоју за рад са WKTRaster-ом.

ПостГИС имплементација је базирана на "перо-лаким" геометријама и индексима оптимизованим да смање употребу простора на диску и радној меморији. Кориштењем перолаких геометрија помаже серверима да повећају количину података која се преписује са диска на радну меморију, поправљајући перформансе претраге.
Прва верзија је издана 2001 од Рефракшн рисрч(Refractions Research) под ГНУ-ова општа јавна лиценца. Стабилна "1.0" верзија је издата 19 априла, 2005, кога су пратили 6 кандидата за издавање. 2006-те, ПостГИС је сертификован као компатибилан са Спецификацијом простих особина за SQL базе података од ОСГео.
Постоји велики број програма који користе ПостГис као базу података, укључујући:
-{
- Cadcorp SIS
- Feature Manipulation Engine
- GeoServer

}-
- GRASS GIS (ГНУ)
- (ГНУ)
- Екстензије за међуоперабилност од ESRI-ја

-{
- Ionic Red Spider
- Kosmo}- (ГНУ)

-{
- Manifold System
- Mapnik (LGPL)
- MapDotNet Server}-

-{
- MapServer (BSD)
- MapGuide (LGPL)
- MezoGIS
- OpenJUMP}- (ГНУ)
- Квантум ГИС (ГНУ)

-{
- TerraLib (LGPL)
- TerraView}- (ГНУ)

-{
- uDig (LGPL)
- ArcGIS}- (од верзије 9.3)

## Историја
Види http://www.refractions.net/products/postgis/history/